# Isaac Herbst
Isaac Herbst (18 de febrero de 2002) es un esgrimidor estadounidense. Representó a los Estados Unidos en la categoría masculina en los Juegos Olímpicos de la Juventud 2018 en Buenos Aires, Argentina, donde obtuvo la medalla de bronce haciendo parte del equipo mixto continental de América. Herbst se clasificó para estos juegos gracias al séptimo lugar obtenido en el Campeonato Mundial de Cadetes de 2018 en Verona, Italia.